# Baliga fallax
Baliga fallax är en insektsart som beskrevs av Navás 1937. Baliga fallax ingår i släktet Baliga och familjen myrlejonsländor. Inga underarter finns listade i Catalogue of Life.